# Žmolkování

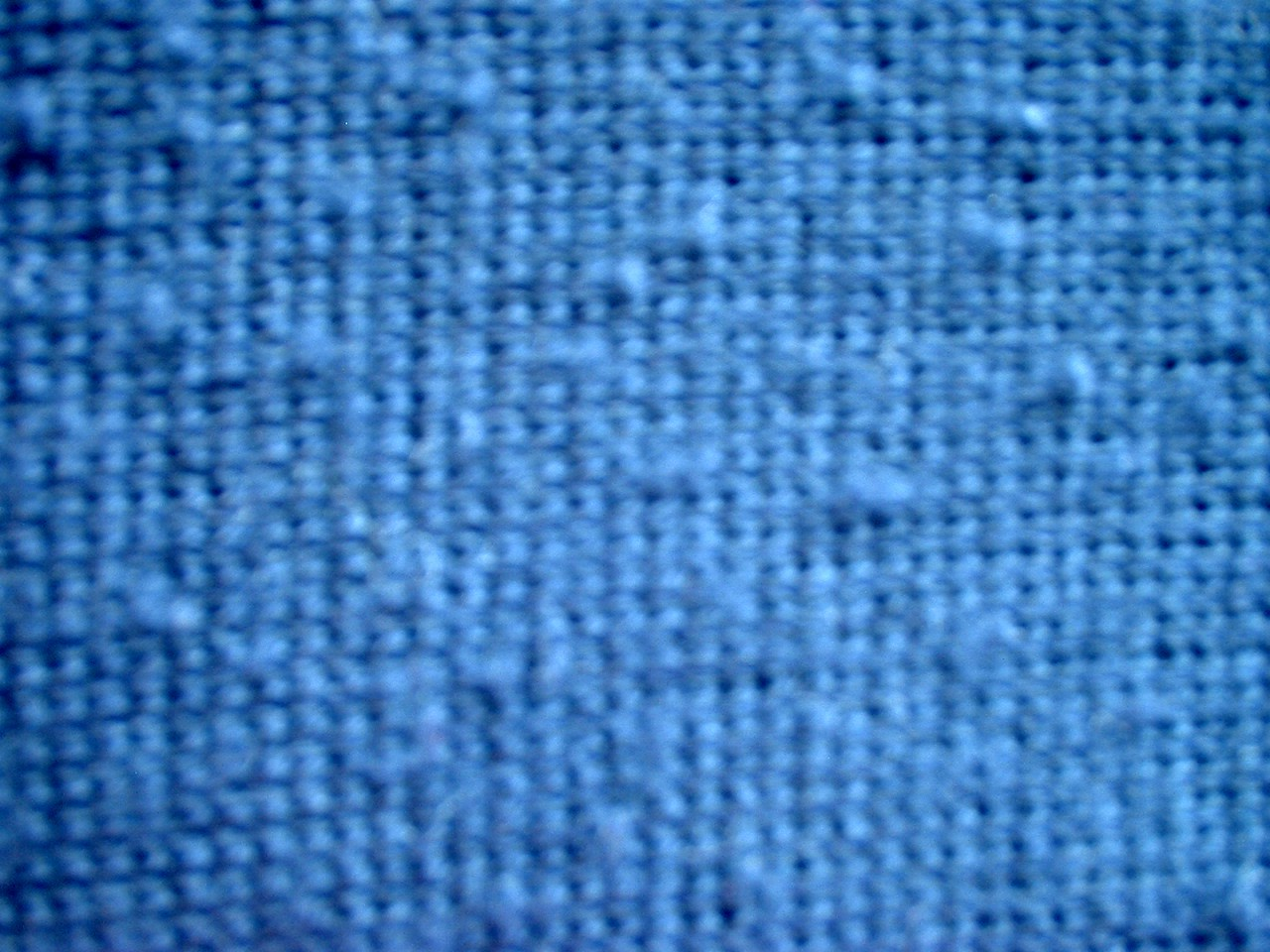
Pilling na svetru ze směsi 50% vlna / 50% polyakryl po cca 200 hodinách nošení

Žmolky jsou nežádoucí uzlíky, které vznikají po určitém opotřebení textilie na jejím povrchu. Žmolkování se velmi často označuje anglickým výrazem pilling.

## Příčiny žmolkovitosti
Vlivem tření při běžném používání textilie se pozvolna uvolňují některá vlákna ze svazku v přízi, zauzlí se s konečky blízkých odstávajících vláken a vytvoří na povrchu pleteniny nebo tkaniny klubíčko pevně zachycené ve struktuře textilie. Obzvlášť silný sklon ke žmolkování mají pleteniny ze směsových přízí. Uzlíky z vláknen s nižší pevností se při dalším používání ulamují, zatímco pevnější vlákna zůstávají a zapříčiňují nevzhledný povrch textilie. 

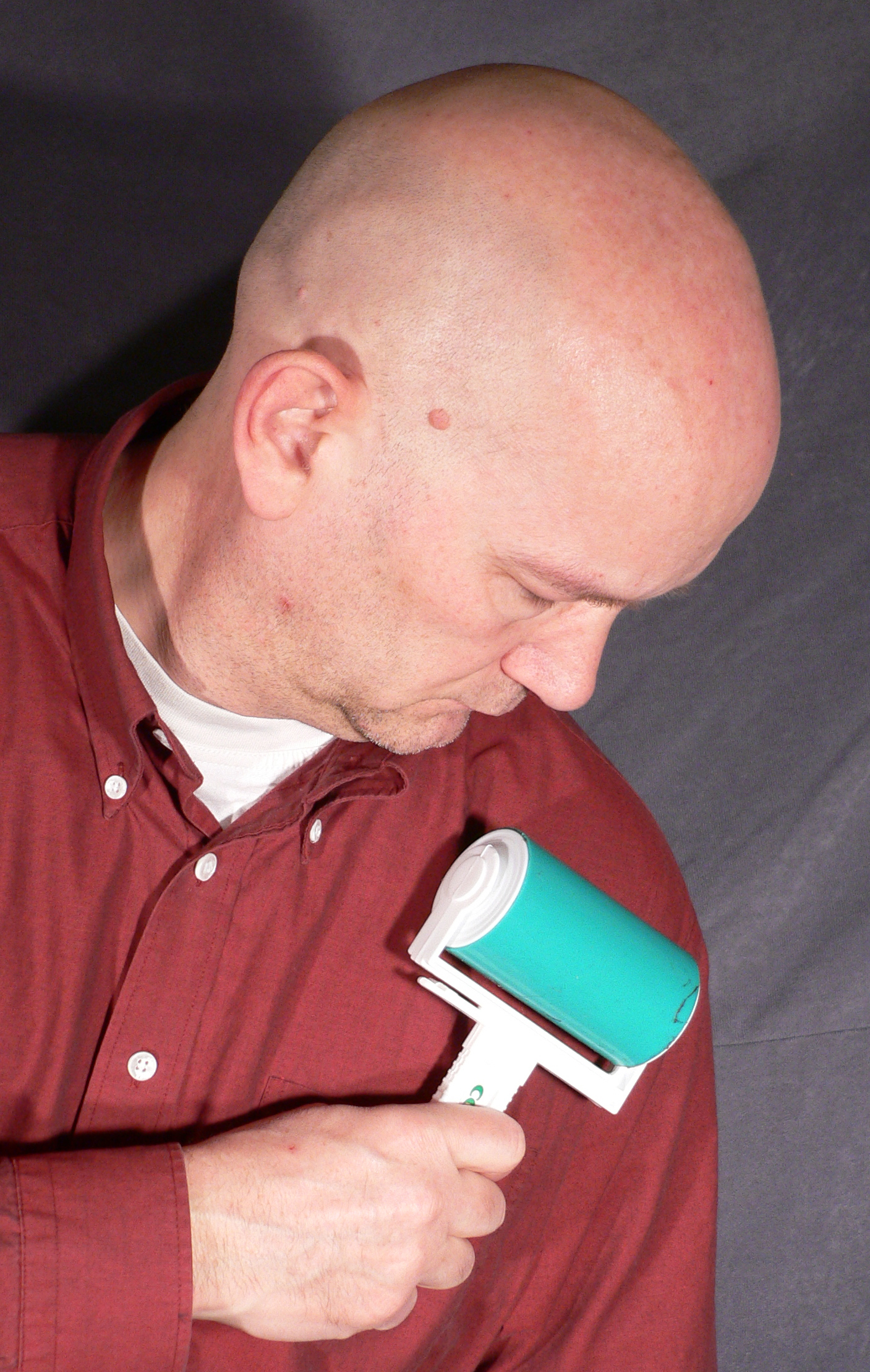
Kartáč na odžmolkování

## Prostředky proti žmolkovitosti
Žmolky se dají odstranit různými kartáči nebo škrabkami (viz snímek vpravo) údajně bez viditelného poškození textilie, vzniku nového pillingu se tím však nezabrání.
Výrobci textilií se snaží předcházet pillingu využitím vlastností, které snižují náchylnost ke žmolkování:
- Dlouhá, hrubá vlákna s drsným povrchem a s nižší ohebností
- Vyšší zákrut při předení a skaní, hustější tkaniny a pleteniny
- Požehování, postřihování, broušení povrchu tkanin
- Impregnace (např. s polyakrylem nebo vinylem), zdrsnění povrchu textilie (hydrátem hliníku) atd.

Náchylnost ke žmolkování se naopak zvyšuje:
úpravami, které uhlazují povrch textilie, apreturou silikonem, praním s přídavkem zvláčňovadel

## Hodnocení žmolkovitosti
K posouzení žmolkovitosti existuje několik zkušebních metod (odíráním, praním atd.) specifikovaných pro jednotlivé druhy textilií s kvantitativním hodnocením náchylnosti k pillingu.
Např. v českém textilním průmyslu se používal (asi do začátku 21. století) přístroj ŽMOLTEX vyvinutý v roce 1973 u tehdejší firmy Partex (Nová Včellnice).
Z odborné literatury však nejsou známé závazné normy k jejich používání (viz Martindale).
K odstranění žmolků se používají různé kartáče (viz prostřední snímek). Účinek elektrické škrabky na odžmolkování má demonstrovat dolejší snímek.

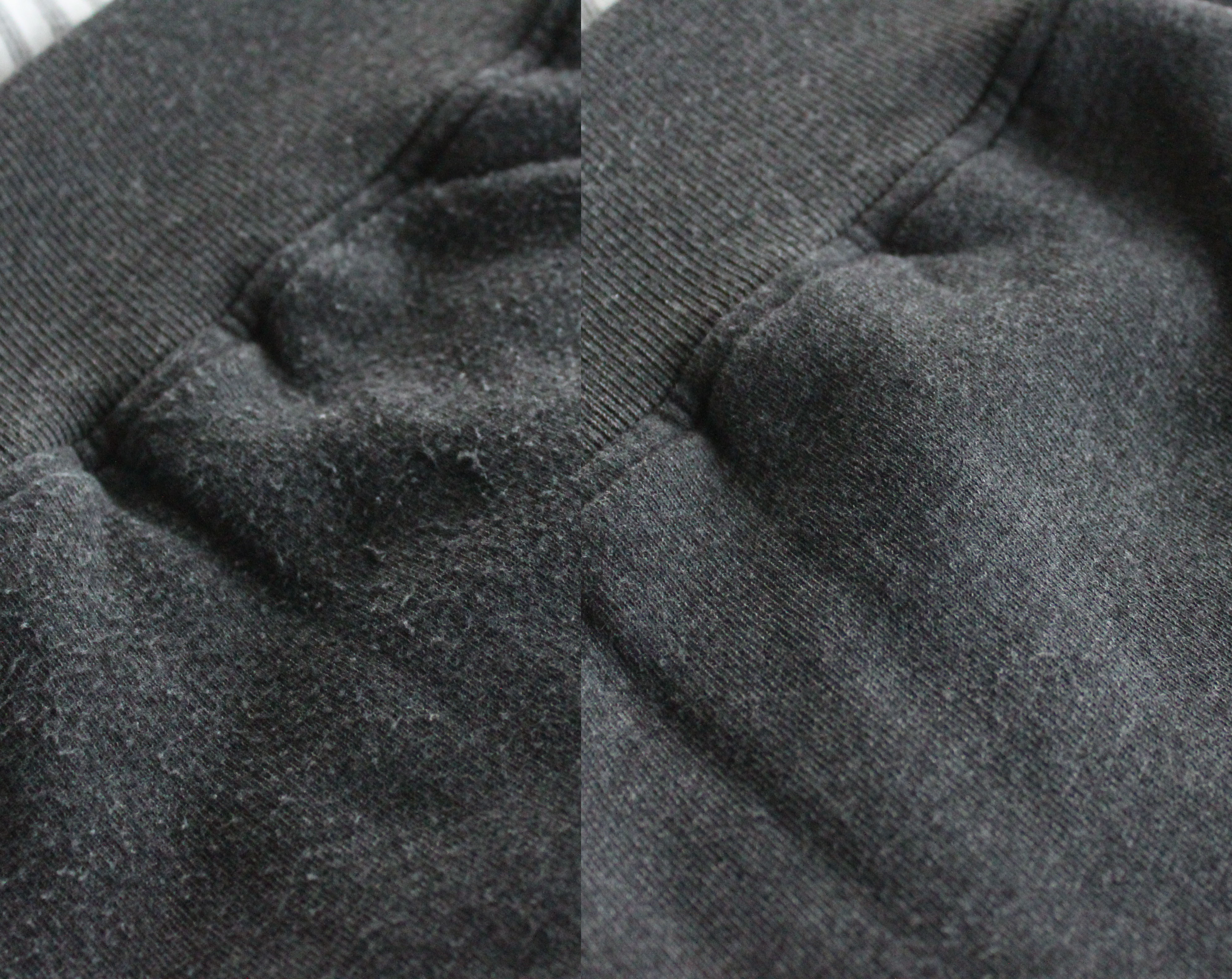
Pletenina se žmolky (vlevo) a odžmolkovaná škrabkou (vpravo)